# Cécilia Errin
Cecilia Errin, née le 13 décembre 1998 à Pointe-à-Pitre, est une handballeuse franco-congolaise évoluant au poste de gardienne de but,,.
Elle a représenté la équipe nationale de la RD Congo au Championnat du monde 2019.